# 贝塞尔不等式
在数学里的泛函分析中，贝塞尔不等式（英語：Bassel's inequality）是类似于勾股定理的一种不等式。贝塞尔不等式揭示了希尔伯特空间中的一个元素和它在一个正交序列上的投影之间的关系。举例来说，平面上的一个向量的长度的平方等于它在两个相互垂直的坐标轴上的投影的平方和，而对于一个三维空间上的向量，它在两个相互垂直的坐标轴上的投影的平方和一般会小于它自身的长度的平方，除非它就在这两个坐标轴构成的平面上。对于一个希尔伯特空间中的向量来说，它在任意一个正交序列上的投影的平方和也是小于等于它自身的长度的平方。这就是贝塞尔不等式。贝塞尔不等式的等号成立当且仅当正交序列是完全序列。这时贝塞尔不等式转化为帕塞瓦尔定理。

## 定理的叙述
设{\displaystyle {\mathcal {H}}} 是一个装备了内积：{\displaystyle \left\langle \cdot ,\cdot \right\rangle } 的希尔伯特空间。考虑一组规范正交向量的序列：{\displaystyle (e_{1},e_{2},\cdots ,e_{n},\cdots )}。那么，对于任意一个{\displaystyle {\mathcal {H}}} 中的元素，都有：
其中的系数{\displaystyle \left\langle x,e_{k}\right\rangle } 是x 在一个正交向量序列中元素{\displaystyle e_{k}} 上的投影的长度。

## 例子

### 例一：平面直角坐标系

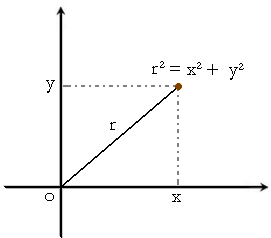
平面上的向量满足勾股定理。

在平面上，假定已经存在一个由相互垂直的向量构成的直角坐标系。根据勾股定理，一个向量的长度的平方{\displaystyle r^{2}} 等于它在X 轴的投影的长度的平方（{\displaystyle x^{2}}） 加上它在Y 轴的投影的长度的平方（{\displaystyle y^{2}}），如右图。

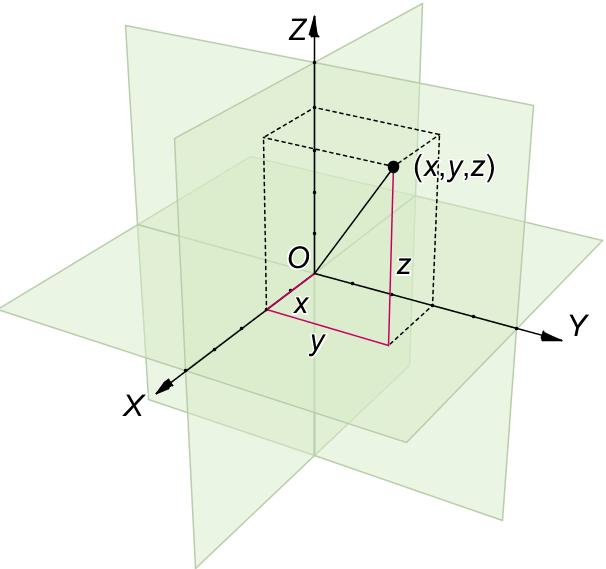

实际上，整个平面上的每一个向量都可以由这两个相互垂直的单位向量的有限线性组合表示。这样的一组相互垂直的向量被称为是这个平面里的一组完全规范正交向量：每个向量都可以被这一组向量的有限线性组合作任意程度的逼近（事实上是等于）。

### 例二：三维空间中的平面投影
当向量是在三维欧几里得空间中时，对于一个平面（比如说xOy平面）以及平面上的一个由相互垂直的向量（Ox 方向上的{\displaystyle e_{x}} 和Oy 方向上的{\displaystyle e_{y}}）构成的直角坐标系，向量的长度的平方会比它在X 轴的投影的长度平方加上它在Y 轴的投影的长度平方之和还要大。实际上，这个平方和正是向量在xOy平面上的投影的长度的平方。而原来的向量的长度的平方是这个投影长度的平方加上它在Z 轴的投影的长度平方。
这个事实说明，向量{\displaystyle e_{x}} 和{\displaystyle e_{y}} 不是三维欧几里得空间里的一组完全正交向量。

## 证明
证明的思路是利用一般希尔伯特空间中的“勾股定理”：如果两个向量垂直，那么它们的和的长度平方等于它们两个的长度的平方和。首先考虑规范正交向量序列有限时的情形：设序列的长度是n，序列中的元素是：
{\displaystyle (e_{1},e_{2},\cdots ,e_{n})}
设一个向量x 在这个规范正交序列上的投影为向量：{\displaystyle p(x)=\sum _{k=1}^{n}\langle x,e_{k}\rangle e_{k}}，而x 与它的投影的差则是向量：{\displaystyle z(x)=x-p(x)=x-\sum _{k=1}^{n}\langle x,e_{k}\rangle e_{k}}。这两个向量的内积等于：
{\displaystyle \langle p(x),z(x)\rangle =\langle \sum _{k=1}^{n}\langle x,e_{k}\rangle e_{k},x-\sum _{k=1}^{n}\langle x,e_{k}\rangle e_{k}\rangle =\sum _{k=1}^{n}(\langle x,e_{k}\rangle \langle e_{k},x\rangle )-\sum _{k=1}^{n}\sum _{l=1}^{n}\langle x,e_{k}\rangle {\overline {\langle x,e_{l}\rangle }}\langle e_{k},e_{l}\rangle }
{\displaystyle =\sum _{k=1}^{n}|\langle x,e_{k}\rangle |^{2}-\sum _{k=1}^{n}|\langle x,e_{k}\rangle |^{2}\langle e_{k},e_{k}\rangle =\sum _{k=1}^{n}|\langle x,e_{k}\rangle |^{2}-\sum _{k=1}^{n}|\langle x,e_{k}\rangle |^{2}=0}
也就是说，x 在这个规范正交序列上的投影垂直于x 与它的投影的差。所以根据勾股定理，有：
{\displaystyle \left\|x\right\|^{2}=\left\|p(x)\right\|^{2}+\left\|z(x)\right\|^{2}\geq \left\|p(x)\right\|^{2}=\sum _{k=1}^{n}|\langle x,e_{k}\rangle |^{2}\langle e_{k},e_{k}\rangle =\sum _{k=1}^{n}|\langle x,e_{k}\rangle |^{2}}
即使规范正交向量序列是无限的，只要它是可数的，就会有相同的不等式。实际上，只需要考虑这个无穷（可数个）序列中的前面n 项。根据有限序列时的情形，可以证明一个元素x 在规范正交向量序列的前n 项上的投影的长度平方和{\displaystyle \sum _{k=1}^{n}|\langle x,e_{k}\rangle |^{2}}小于等于x 的长度平方。这个平方和实际上是正项无穷级数{\displaystyle \sum _{k}|\langle x,e_{k}\rangle |^{2}}的前n 项部分和，所以这个无穷级数收敛，并且其极限{\displaystyle \sum _{k=1}^{\infty }|\langle x,e_{k}\rangle |^{2}}也小于等于x 的长度平方。换句话说，向量序列{\displaystyle p_{n}(x)=\sum _{k=1}^{n}\langle x,e_{k}\rangle e_{k}} 在{\displaystyle {\mathcal {H}}} 上收敛。